# أبو الهولاوات
أبو الهولاوات (الاسم العلمي: Sphinginae) (بالإنجليزية: Small-eyed Sphinx Moth)‏ هي أسرة من الحشرات تتبع فصيلة العثث الأبو الهول من رتبة حرشفيات الأجنحة.

## قبائل أبو الهولاوات
- أبو الهولاوية
  - أبو الهول